# 大营镇 (高邑县)
大营镇，是中华人民共和国河北省石家庄市高邑县下辖的一个行政建制镇。

## 行政区划
大营镇下辖以下地区：
前庄头村、后庄头村、前哨营村、后哨营村、小庄村、高家庄村、河北村、塔张村、东大营村、中大营村、西大一村、西大二村、前坊珊村、后坊珊村、东邱村、西邱村、南邱村、后怀安村、前怀安村、后王村、前王村、东王村、破塔村、磨房村和东江村。